# Paratyndaris mexicana
Paratyndaris mexicana es una especie de escarabajo barrenador metálico del género Paratyndaris, de la familia Buprestidae, orden Coleoptera.

## Distribución
Se distribuye por la ecozona del Neotrópico.

## Taxonomía
Fue descrita por Fisher en 1933 y publicada en Fisher W. S. New species of buprestid beetles from Mexico and Central America. Proceedings of the United States National Museum (Number 2968) 82(27):1-47. (1933).